# خانه بتهوون
خانهٔ بتهوون (به آلمانی: Beethoven-Haus) در بن آلمان، یادبود، موزه و مؤسسه‌ای فرهنگی است که در خدمت اهداف مختلفی است. بنیاد خانهٔ بتهوون، برای مطالعهٔ زندگی و آثار آهنگ‌ساز بزرگ آلمانی، لودویگ فان بتهوون و در سال ۱۸۸۹ تأسیس شده‌است. بخش اصلی بنیاد، محل تولد او در خیابان بونگاس، پلاک ۲۰ است. این ساختمان اکنون محل موزه است. ساختمان‌های مجاور این بنا (بونگاس، پلاک ۱۸ و پلاک‌های ۲۴ تا ۲۶)، مرکزی پژوهشی (آرشیو بتهوون)، متشکل از یک مجموعه (کلکسیون)، کتابخانه، انتشارات و یک سالن موسیقی است. در این محل، دوستداران موسیقی و کارشناسان از سراسر دنیا می‌توانند ملاقات کنند و ایده‌هایشان را به اشتراک بگذارند. خانهٔ بتهوون توسط «بنیاد بتهوون» و با استفاده از بودجهٔ عمومی اداره می‌شود.

## نگارخانه
در باغِ «خانهٔ بتهوون» مجموعه‌ای از سردیس‌ها و تندیس‌های بتهوون، که بیشترِ آنها در اوایل سدهٔ بیستم ساخته شده‌اند، برای نمایش گذاشته شده‌است.

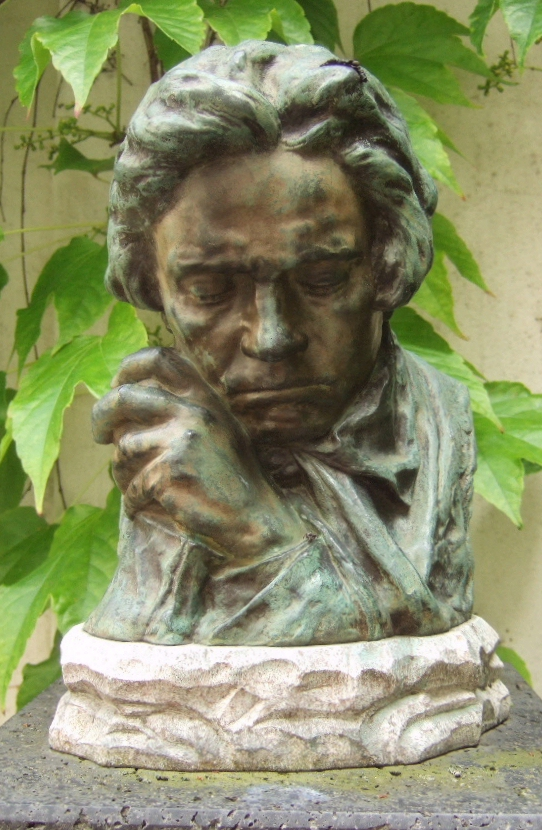
اثر پییِر فِلیکس ماسو (۱۹۰۲)
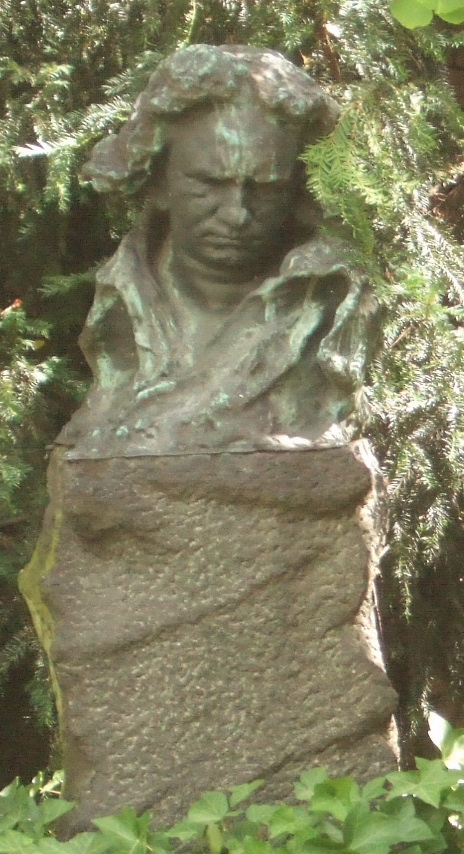
اثر نائوم آرونْسون (۱۹۰۵)
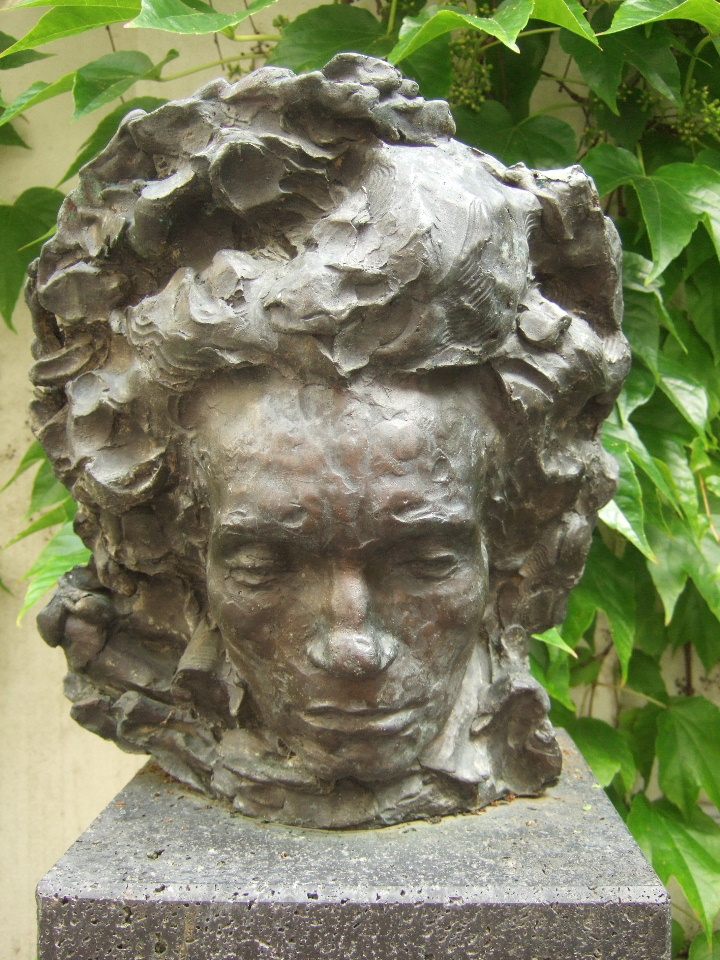
اثر فرناندو چان (ربعِ نخستِ سدهٔ بیستم)
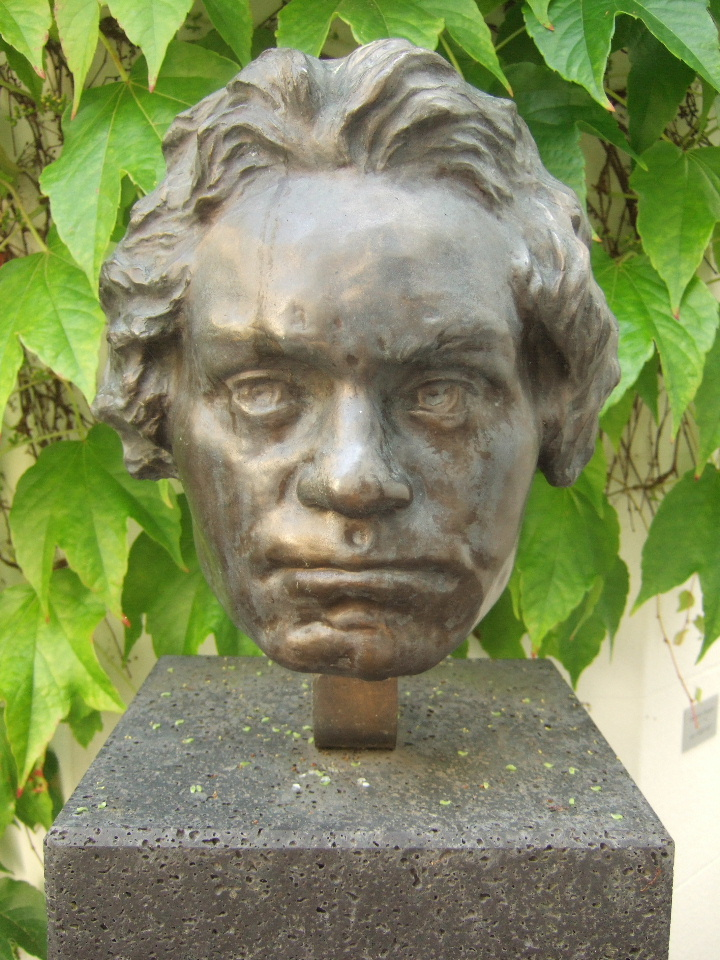
اثر ویلهلم هوزْگِن (۱۹۲۷/۱۹۲۹)
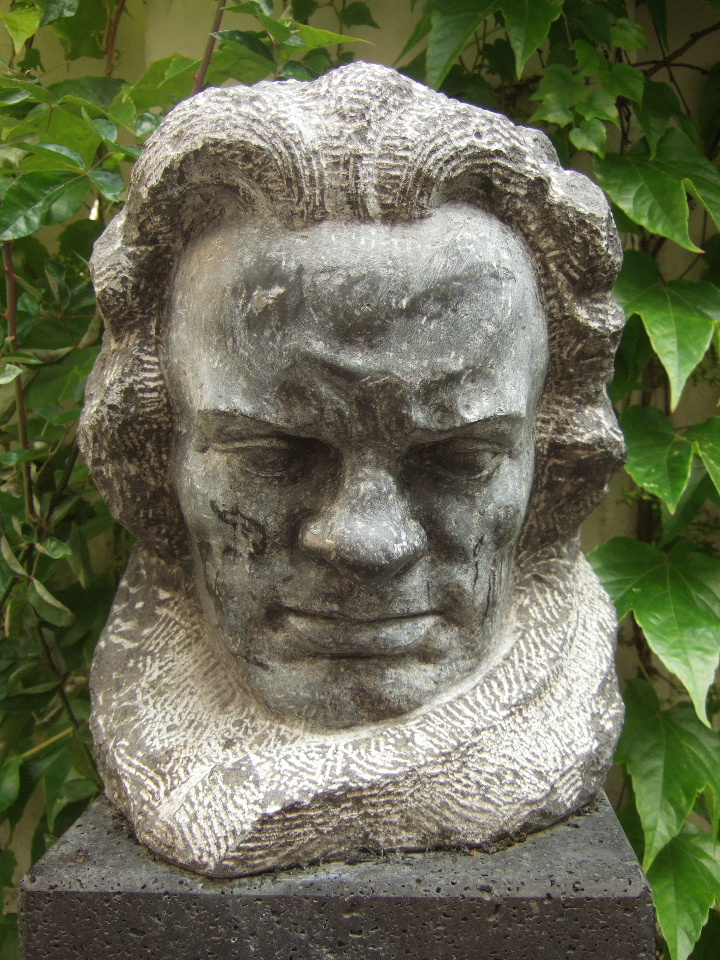
اثر ادوارد مِرْتْس (۱۹۴۵/۱۹۴۶)
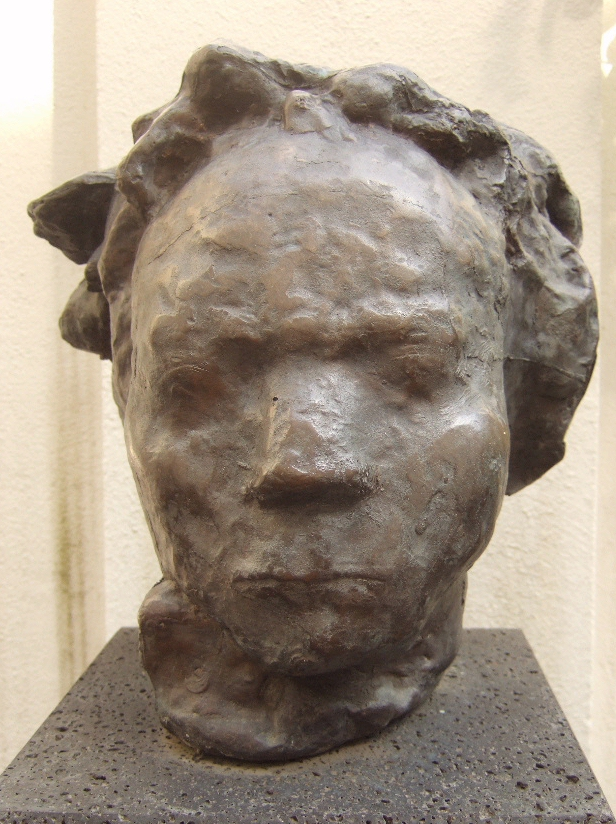
اثر لِوُن کُنْستانْتینوویچ لاسارِو (۱۹۸۱)